# Eremomela usticollis
La eremomela cuellirrufa (Eremomela usticollis) es una especie de ave paseriforme de la familia Cisticolidae propia de África austral.

## Distribución y hábitat
Se encuentra en el sur de África, distribuido por Angola, Botsuana, Malawi, Mozambique, Namibia, el norte de Sudáfrica, Suaziland, Zambia y Zimbabue. Sus hábitats naturales son los bosques secos tropicales y subtropicales, las sabanas y las zonas de matorral seco.